# Das Duo
Das Duo è una serie televisiva tedesca di genere poliziesco prodotta dal 2002 al 2012 da TV60Filmproduktion per la ZDF. Protagoniste della serie sono Charlotte Schwab, Ann-Kathrin Kramer e Lisa Martinek; altri interpreti principali sono Peter Prager, Andreas Kaufmann e Bernhard Piesk.
La serie si compone di 24 episodi, in formato di film TV.  Il primo episodio, intitolato Im falschen Leben, venne trasmesso in prima visione il 16 marzo 2002; l'ultimo, intitolato Tote lügen besser, fu trasmesso in prima visione il 12 settembre 2012.

## Trama
Marion Ahrens, commissario capo della squadra omicidi di Lubecca, è affiancata nelle indagini dapprima dalla giovane collega Clara Hertz e, in seguito, da Lizzy Krüger.

## Personaggi e interpreti
- Marion Ahrens, interpretata da Charlotte Schwab (ep. 1-24): è commissario capo della polizia di Lubecca[1][3]
- Clara Hertz, interpretata da Lisa Martinek (ep. 1-11): è la collega di Marion Ahrens[1][3]
- Lizzy Krüger, interpretata da Ann-Kathrin Kramer (ep. 12-24): è la nuova collega di Marion Ahrens, in sostituzione di Clara Hertz[1][3]
- Viktor Ahrens, interpretato da Peter Prager (ep. 1-24): è il marito di Marion e direttore del dipartimento tecnico[1][3]